# Philippe Mahut
Philippe Mahut (Lunery, 4 marzo 1956 – Parigi, 8 febbraio 2014) è stato un calciatore francese, di ruolo difensore.
È scomparso nel 2014 all'età di 57 anni a causa di un cancro che lo affliggeva da anni.

## Palmarès

### Club

#### Competizioni nazionali
- Division 2: 1

Le Havre: 1990-1991